# Leycesteria dibangvalliensis
Leycesteria dibangvalliensis är en kaprifolväxtart som beskrevs av S.K. Das och G.S. Giri. Leycesteria dibangvalliensis ingår i släktet Leycesteria och familjen kaprifolväxter. Inga underarter finns listade i Catalogue of Life.